# Tired of Being Sorry
Singles de Enrique Iglesias
Somebody's Me / Alguien Soy Yo
(2007) Push
(2008)
Pistes de Insomniac
On Top of You
(5) Miss You
(7)
Tired of Being Sorry est une chanson de l'artiste espagnol Enrique Iglesias sortie le 29 septembre 2007 sous la maison de disques américaine Interscope. 3e single extrait de l'album Insomniac, Tired of Being Sorry est également le 2e single international. La chanson a été écrite par Scott Thomas, Géraldine Delacoux et produite par Scott Thomas. Le single a rencontré un grand succès en Europe se classant numéro un en Finlande et en Roumanie et dans le top 10 en Belgique (Flandre), Pays-Bas et en Hongrie. L'année suivante après sa sortie internationale une version franco-anglaise est enregistrée avec la chanteuse française Nâdiya sous le titre Tired of Being Sorry (Laisse le destin l'emporter). La version en duo avec Nâdiya est sortie en Europe dans les pays francophones : France, Suisse, Belgique (Wallonie), où cette version est devenue un tube dans ces trois pays.

## Formats et liste des pistes

### CD single
1. Tired of Being Sorry (Main Version) — 4:01
2. Tired of Being Sorry (Ean Sugarman & Funky Junction guitar mix) — 7:17

### Promo CD1
1. Tired of Being Sorry — 4:01
2. Amigo Vulnerable — 4:01

### Promo CD2
1. Tired of Being Sorry (Radio Edit) — 4:01
2. Tired of Being Sorry (Ean Sugarman & Funky Junction club mix) — 7:03
3. Tired of Being Sorry (Ean Sugarman & Funky Junction guitar mix) — 7:18
4. Tired of Being Sorry' (Dummies Remix) — 7:05
5. Tired of Being Sorry (Ean Sugarman & Funky Junction dub) — 8:04
6. Tired of Being Sorry (Ean Sugarman & Funky Junction club edit) — 4:29
7. Tired of Being Sorry (Ean Sugarman & Funky Junction guitar edit) — 4:29

## Crédits et personnels
| - Chansons publié par Highland Songs / Universal Music Publishing (ASCAP) / Enrique Iglesias Music / EMI April Music (ASCAP) - Photo : Salm / Slamphotography - Enregistré aux États-Unis - Écrit par Scott Thomas - adapté par Enrique Iglesias - Produit par Scott Thomas | - Remixé et produit par Ean Sugarman et Funky Junction - Remixé par The Dummies - Produit par Dave Audé et Juan Martinez |

## Classements et certifications
| Classement (2007)                      | Meilleure position |
| -------------------------------------- | ------------------ |
| Belgique (Flandre Ultratop 50 Singles) | 9                  |
| Canada (Hot 100)                       | 71                 |
| Danemark (Tracklisten)                 | 14                 |
| Pays-Bas (Dutch Top 40)                | 3                  |
| Finlande (Suomen virallinen lista)     | 1                  |
| Hongrie Classement airplay             | 7                  |
| Irlande Classement single              | 12                 |
| Roumanie Romanian Singles Chart        | 1                  |
| Suède (Sverigetopplistan)              | 16                 |
| Royaume-Uni UK Singles Chart           | 20                 |
| Classement (2008)                      | Meilleure position |
| Belgique (Wallonie) Classement single  | 32                 |
| Allemagne Classement single            | 46                 |

| Classement annuel (2007)              | Position |
| ------------------------------------- | -------- |
| Pays-Bas Classement single            | 30       |
| Classement de fin d'année (2008)      | Position |
| Belgique (Flandre) Classement single  | 64       |
| Belgique (Wallonie) Classement single | 83       |

## Laisse le destin l'emporter, avec Nâdiya
Singles de Enrique Iglesias
Somebody's Me / Alguien Soy Yo
(2007) Push
(2008)
Singles par Nâdiya
Vivre ou Survivre
(2007) No Future in the Past
(2008)
Pistes de Électron libre
On Top of You
(5) Miss You
(7)

### Liste des pistes

#### CD single
1. Tired of Being Sorry (Laisse le destin l'emporter) — 4:01
2. Tired of Being Sorry (Laisse le destin l'emporter) (album version) — 4:34
3. Tired of Being Sorry (original English version) d'Enrique Iglesias — 4:05
4. Amigo vulnerable (version espagnol) by Enrique Iglesias — 4:00

#### Téléchargement digital
1. Tired of Being Sorry (Laisse le destin l'emporter) — 4:01
2. Tired of Being Sorry (Laisse le destin l'emporter) (album version) — 4:34

### Crédits et personnels

#### Tired of Being Sorry (Laisse le destin l'emporter)
- Écrit par Nâdiya Zighem, Géraldine Delacoux et Scott Thomas
- Interprété par Enrique Iglesias
- Produit par Scott Thomas

#### Amigo vulnerable
- Paroles en espagnol de Luis Gomez-Escolar
- Paroles en espagnol produit par Carlos Paucar et Enrique Iglesias
- Enrique's vocals production de Carlos Paucar et Enrique Iglesias
- Enregistrement vocal au studio South Point (The Crackhouse)

### Classements et certifications
| Chart (2008)                          | Peak position |
| ------------------------------------- | ------------- |
| Belgique (Wallonie) Classement single | 1             |
| Europe (Hot 100)                      | 3             |
| France Classement airplay             | 5             |
| France Classement digital             | 3             |
| France (SNEP) classement single       | 1             |
| Suisse Classement airplay             | 31            |
| Suisse Classement single              | 6             |

| Classement annuel (2008)              | Position |
| ------------------------------------- | -------- |
| Belgique (Wallonie) Classement single | 8        |
| Europe (Hot 100)                      | 12       |
| France Classement airplay             | 11       |
| France Classement digital             | 13       |
| France Classement single              | 1        |
| Suisse Classement single              | 44       |

#### Certifications et ventes
| Country  | Certification | Date             | Ventes certifiés | Ventes physique   | Ventes digital   |
| -------- | ------------- | ---------------- | ---------------- | ----------------- | ---------------- |
| Belgique | Or            | 27 décembre 2008 | 25,000           |                   |                  |
| France,  | Or            | 18 décembre 2008 | 200,000          | 286,220 (en 2008) | 44,870 (en 2008) |